# Biały Jar

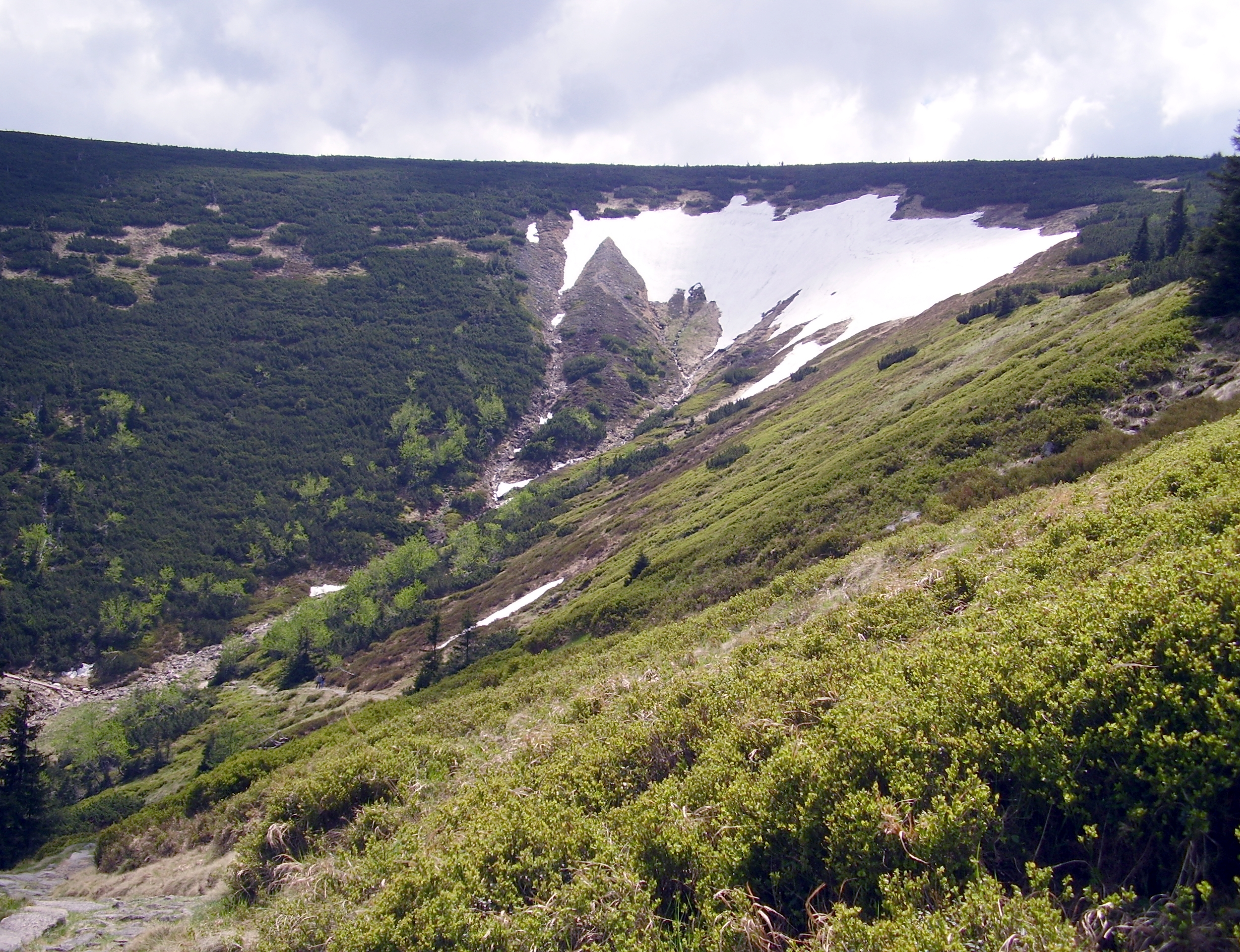
Biały Jar w maju 2012 roku

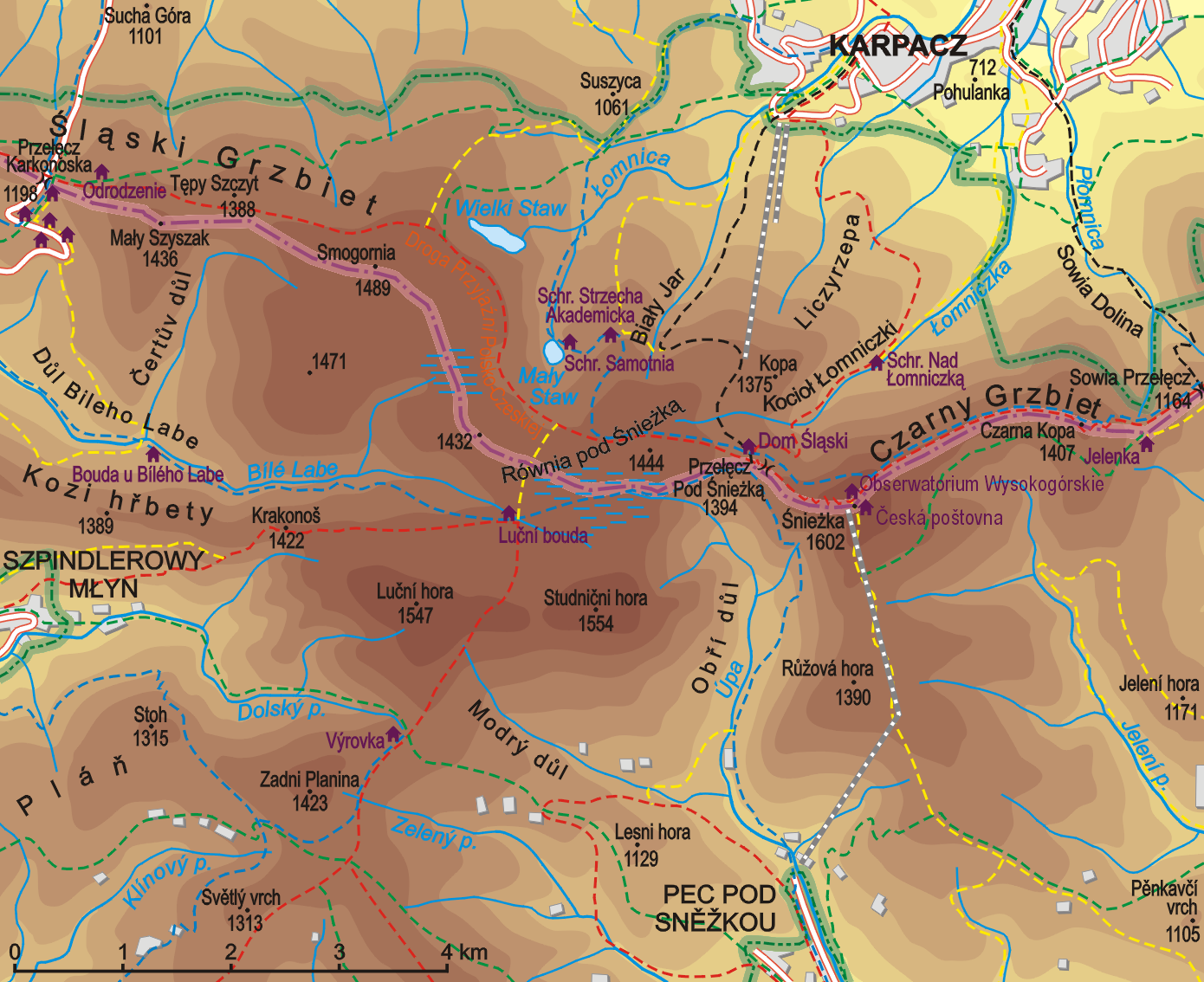
Biały Jar na mapie okolic Śnieżki

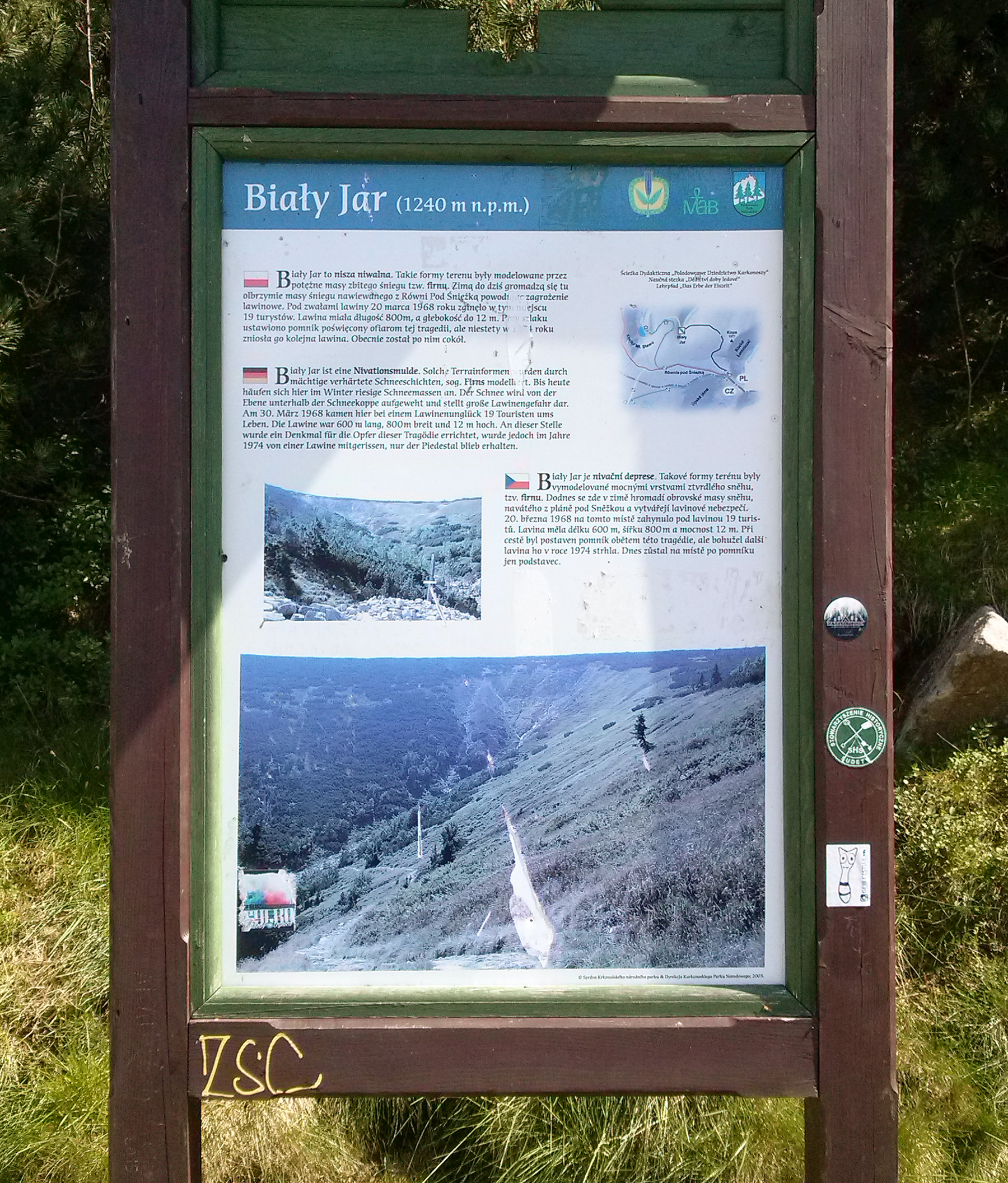
Tablica informacyjna in situ

Biały Jar (niem. Seifengrube) – jar w środkowej części Karkonoszy, w Sudetach Zachodnich.

## Położenie i opis
Jest to nisza niwalna przekształcona w jar o dnie głęboko wciętej półkolistej doliny podcinającej północne zbocze Równi pod Śnieżką. Powstała w wyniku zalegania przez długi czas zlodowaciałej pokrywy śnieżnej podczas ostatniego zlodowacenia w plejstocenie. Od górnej krawędzi jaru na wysokości około 1350 m n.p.m. rozchodzą się w dół głębokie bruzdy szczelinowe, odsłaniające jasną zwietrzelinę granitową, od której jasnoszarej barwy wywodzi się nazwa jaru. Dno jaru leży na wysokości około 1150–1200 m n.p.m. Zbocza Białego Jaru porośnięte są kosodrzewiną. Rośnie tu wiele gatunków ziół. W Białym Jarze swoje źródło ma Złoty Potok.
W Białym Jarze już w średniowieczu prowadzono poszukiwania złota. W latach 1827–1832 wydobywano galenę z domieszką srebra, w dwóch szybach Gustaw i Heinrich.
Biały Jar jest jednym z miejsc, w którym pokrywa śnieżna utrzymuje się najdłużej w Karkonoszach. Zimą, ze względu na zagrożenie lawinowe, szlaki turystyczne prowadzące przez Biały Jar są zamknięte.

## Historia
- 20 marca 1968 roku w Białym Jarze na skutek zejścia lawiny zginęło 19 osób[1]. Jest to największa tragedia lawinowa w Polsce[1]. Lawina miała ponad 700 m długości, około 80 metrów szerokości, a jej czoło było wysokie na 20–25 m. Wśród ofiar było 13 Rosjan, 4 Niemców z NRD oraz dwóch Polaków. Pięć innych osób objętych lawiną zdołało się uratować. Po tragedii powstały plotki, że lawina nie zeszła samoistnie, lecz wywołali ją agenci jakiegoś wywiadu. Jednak badania naukowe i ekspertyzy dowiodły, że był to proces naturalny.
- W 1974 roku zeszła kolejna lawina, która zniszczyła pomnik ustawiony przy szlaku poświęcony ofiarom tragedii z 1968 roku. Obecnie pozostał po pomniku jedynie cokół[2].
- W dniu 22 marca 2008 roku około godziny 15:00 zeszła kolejna lawina wywołana przez przejeżdżającego tamtędy snowboardzistę. Była to największa lawina od 40 lat, czyli od tragedii z 1968 roku. Czoło lawiny miało od 15 do 20 m wysokości, a długość ponad 800 m. Akcja ratunkowa i poszukiwawcza trwała niemal dobę. Oprócz Grupy Karkonoskiej GOPR w akcji brała udział Horska Služba, Straż Pożarna, Straż Karkonoskiego Parku Narodowego. Zwłoki 26-letniego snowboardzisty znaleziono na głębokości 3 metrów pod powierzchnią czoła lawiny.

## Szlaki turystyczne
Przez Biały Jar przebiegają następujące szlaki:
- z Karpacza do schroniska PTTK „Strzecha Akademicka”
- z Karpacza na Śnieżkę. Szlak przebiega dolnym odcinkiem Białego Jaru.